# Karl Häberlin (Jurist)
Karl Franz Wolf Jerome Häberlin (* 4. September 1813 in Bracht; † 27. Februar 1898 in Greifswald) war ein deutscher Jurist und Hochschullehrer.
Karl Häberlin war ein Enkel des Historikers Karl Friedrich Häberlin (1756–1808). Er besuchte das Gymnasium in Helmstedt und studierte dann in Bonn und Berlin Jura. In Halle promovierte er 1837 und 1839 habilitierte er sich in Berlin. 1851 wurde er in Greifswald zum außerordentlichen, 1862 zum ordentlichen Professor des Rechts ernannt. 1879 wurde Karl Häberlin zum Rektor der Universität gewählt.
Er lehrte auch an der Landwirtschaftlichen Akademie Eldena.
Er war in erster Ehe mit Auguste Häberlin, geborene Rieß († 1848), verheiratet, in zweiter Ehe mit Lina Häberlin, geborene Münter, einer Schwester des Greifswalder Professors Julius Münter.

## Schriften (Auswahl)
- Systematische Bearbeitung der in Meichelbeck's Historia Frisingensis enthaltenen Urkundensammlung. Theil 1[2]: Rechtsgeschichte. Dümmler, Berlin 1842, (Digitalisat).
- Grundsätze des Criminalrechts nach den neuen deutschen Strafgesetzbüchern. 4 Bände. Fleischer, Leipzig 1845–1849.
- Sammlung der neuen deutschen Strafprozeßordnungen. Mit Einschluss der französischen und belgischen, sowie der Gesetze über Einführung des mündlichen und öffentlichen Strafverfahrens mit Schwurgerichten. Koch, Greifswald 1852.